# Academy of Country Music
De Academy of Country Music (ACM) werd opgericht in 1964 in Los Angeles, Californië als de Country & Western Music Academy. Onder de oprichters waren Eddie Miller, Tommy Wiggins en Mickey en Chris Christensen. Ze wilden countrymuziek promoten in de westelijke 13 staten met de steun van artiesten aan de westkust. Artiesten als Johnny Bond, Glen Campbell, Merle Haggard, Roger Miller en anderen beïnvloedden hen. In 1965 werd een raad van bestuur gevormd om de academie te besturen.

## Geschiedenis
De Country & Western Music Academy werd opgericht in 1964. De Academy wilde country/western-muziek promoten in de westelijke staten, dit in tegenstelling tot de Country Music Association, gevestigd in Nashville (toen het centrum van het popgeoriënteerde Nashville-geluid). Tijdens de vroege jaren 1970, veranderde de organisatie haar naam in de Academy of Country and Western Music en uiteindelijk in de Academy of Country Music om verwarring te voorkomen over de vraag of de organisatie een school was. Omdat het in het westen was gevestigd, bestond het vroege lidmaatschap grotendeels uit de daar gevestigde countryartiesten. Dit wordt bewezen door de vroege prijsuitreikingen die werden gedomineerd door Bakersfield-artiesten Buck en Bonnie Owens en Merle Haggard. Vanwege de convergentie van country- en westernmuziek in één genre aan het einde van de 20e eeuw, hebben de Academie en de Vereniging geen significant onderscheid meer in de artiesten die elke organisatie promoot en erkent.
Tijdens de eerste ceremonie die in 1966 werd gehouden (dus een jaar eerder dan de prijsuitreiking van zijn tegenhanger in Nashville), werd de nijverheid en de artiest van het voorgaande jaar geëerd. Deze ceremonie was de eerste prijsuitreiking in countrymuziek. Winnaars van de eerste ceremonie waren Kay Adams, Merle Haggard, Bonnie Owens en Buck Owens. Fran Boyd, de eerste betaalde werknemer, creëerde de originele kenmerkende 'hoed'-trofee. Tegenwoordig wordt een andere, gestileerde versie gebruikt. Gedurende deze tijd breidden ze de inspanningen uit door Country Music Caravan in Los Angeles te sponsoren en hun evenementen (ook gehouden in Los Angeles) te promoten ten voordele van Prisoners of War.

## Onderscheidingen
De prijzen zijn opgedragen aan het eren en presenteren van de grootste namen en opkomend talent in de countrymuziekindustrie. Elk jaar wordt de ceremonie live uitgezonden vanuit de MGM Grand Garden Arena. De ACM Awards worden doorgaans in april of mei uitgereikt en erkennen de prestaties van het voorgaande jaar. De meest prestigieuze prijzen zijn voor «Artist of the Decade», «Entertainer of the Year» en «Pioneer». Er zijn een aantal andere prijzen om mannelijke en vrouwelijke vocalisten, albums, video's, liedjes en muzikanten te erkennen.

## De AMC-Awards
De belangrijkste gebeurtenis is de sinds 1965 jaarlijks plaatsvindende uitreiking van de Academy of Country Music Awards. Sinds 1972 wordt de Award-show landelijk live uitgezonden door de televisie, vooreerst uit Los Angeles, sinds 2003 uit Las Vegas. De prijzen worden toegekend in de volgende categorieën:
- Artiest van het jaar (Entertainer of the Year)
- Lied van het jaar (Song of the Year)
- Single van het jaar (Single of the Year)
- Album van het jaar (Album of the Year)
- Beste zanger (Top Male Vocalist)
- Beste zangeres (Top Female Vocalist)
- Beste duo (Top Vocal Duo)
- Beste groep (Top Vocal Group)
- Beste Nachwuchsartiest (Top New Artist)
- Video van het jaar (Video of the Year)
- Muzikale gebeurtenis van het jaar (Vocal Event of the Year)

Bovendien wordt door het bestuur van de ACM de Pioneer Award uitgereikt voor bijzondere verdiensten voor de countrymuziek. Een volledige lijst van de prijswinnaars bevindt zich hier.